# Episodi di Broadchurch (seconda stagione)
La seconda stagione della serie televisiva Broadchurch, composta da otto episodi, è stata trasmessa in prima visione assoluta nel Regno Unito da ITV dal 5 gennaio al 23 febbraio 2015.
In Italia è andata in onda sul canale Giallo dal 6 al 28 aprile 2015.
La trama della stagione si alterna tra il processo per l'omicidio di Danny Latimer e il misterioso caso di Sandbrook e vede l'ingresso nel cast di Charlotte Rampling, James D'Arcy, Eve Myles, Marianne Jean-Baptiste e Phoebe Waller-Bridge.
L'annuncio della riconferma della serie venne dato da ITV il 22 aprile 2013, il giorno stesso della trasmissione dell'ultimo episodio della prima stagione. Le riprese ebbero luogo tra maggio e ottobre 2014 nelle contee di Dorset, Somerset, Berkshire e Devon.
| nº | Titolo originale | Titolo italiano | Prima TV Regno Unito | Prima TV Italia |
| -- | ---------------- | --------------- | -------------------- | --------------- |
| 1  | Episode 1        | Episodio 1      | 5 gennaio 2015       | 6 aprile 2015   |
| 2  | Episode 2        | Episodio 2      | 12 gennaio 2015      | 6 aprile 2015   |
| 3  | Episode 3        | Episodio 3      | 19 gennaio 2015      | 13 aprile 2015  |
| 4  | Episode 4        | Episodio 4      | 26 gennaio 2015      | 13 aprile 2015  |
| 5  | Episode 5        | Episodio 5      | 2 febbraio 2015      | 20 aprile 2015  |
| 6  | Episode 6        | Episodio 6      | 9 febbraio 2015      | 20 aprile 2015  |
| 7  | Episode 7        | Episodio 7      | 16 febbraio 2015     | 27 aprile 2015  |
| 8  | Episode 8        | Episodio 8      | 23 febbraio 2015     | 27 aprile 2015  |

## Episodio 1
- Titolo originale: Episode 1
- Diretto da: James Strong
- Scritto da: Chris Chibnall

### Trama
Sorprendendo anche il suo legale Abby Thompson, Joe Miller si dichiara non colpevole per l'omicidio di Danny Latimer. Notando delle debolezze nelle indagini e intuendo la portata mediatica del processo, l'avvocatessa convince Sharon Bishop - la titolare dello studio per cui lavora - a non abbandonare il caso. Nel frattempo Maggie Radcliffe cerca di convincere Jocelyn Knight, ex legale del luogo e in passato superiore della Bishop, a riprendere il lavoro e rappresentare l'accusa. Ellie si è trasferita nel Devon dove lavora come agente di polizia, mentre suo figlio Tom, che la incolpa per quanto accaduto al padre, vive con la zia e suo cugino Olly. Alec chiede aiuto a Ellie per tutelare Claire Ripley, una donna coinvolta nel misterioso caso Sandbrook che Hardy sta nascondendo a Broadchurch da molti mesi. Lee Ashworth, suo marito e principale sospettato di Hardy per il delitto, sta infatti cercando di ricontattarla. Ellie trascorre la notte insieme a Claire: perquisendo la sua stanza, trova una campanula azzurra avvolta in una busta. Ashworth arriva a Broadchurch e ruba dalla casa sul fiume di Hardy alcune lettere nelle quali sono testimoniate le sue condizioni di salute. Mark Latimer trascorre del tempo insieme a Tom nel vecchio caravan di Susan Wright. Il reverendo Coates, fidanzatosi con Becca, va periodicamente a trovare Joe in carcere, offrendo all'accusato sostegno spirituale.
- Ascolti Regno Unito: telespettatori 11.347.000 (ITV: 8.990.000,[5] ITV HD: 1.874.000, ITV+1: 483.000[6])

## Episodio 2
- Titolo originale: Episode 2
- Diretto da: James Strong
- Scritto da: Chris Chibnall

### Trama
Beth e Mark hanno visioni differenti su come mandare avanti il loro matrimonio. Jocelyn incontra Alec e Ellie, rimproverando alla donna l'aggressione nei confronti del marito subito dopo l'arresto, che potrebbe mettere a serio rischio la riuscita del processo. Alec e Ellie organizzano poi un incontro tra Claire e suo marito Lee. L'avvocato Bishop nel frattempo riceve una chiamata da una persona in difficoltà. Inizia il processo e Beth, chiamata a testimoniare, viene costretta a rivelare la scappatella tra Mark e Becca Fisher, oltre a raccontare di come il marito abbia a volte colpito il figlio. Hardy testimonia riguardo all'aggressione di Ellie nei confronti di Joe: al termine di un duro dibattimento, il giudice Sonia Sharma decide di dichiarare inammissibile l'iniziale confessione di Joe. Mark incontra ancora Tom e gli confessa il suo senso di colpa per la morte del figlio. Ellie torna alla sua vecchia abitazione, dove Alec ha deciso di organizzare l'incontro tra Claire e Lee, predisponendo videocamere per registrarlo. Nige vede però arrivare Ellie, e lo riferisce a Beth. La donna si dirige immediatamente a casa di Ellie e Lee approfitta del trambusto derivante dal suo arrivo per scappare con Claire. La tensione del momento causa inoltre la rottura delle acque di Beth. 
- Ascolti Regno Unito: telespettatori 9.878.000 (ITV: 7.290.000,[5] ITV HD: 1.779.000, ITV+1: 809.000[6])

## Episodio 3
- Titolo originale: Episode 3
- Diretto da: Jessica Hobbs
- Scritto da: Chris Chibnall

### Trama
Mentre Alec cerca disperatamente Claire e Lee, Ellie aiuta Beth a partorire in casa. Hardy trova i due fuggitivi a casa della Ripley: chiede conto a Lee delle campanule, ma l'uomo nega di averle mai spedite alla moglie. Hardy chiede a Ellie di stringere amicizia con Claire per scoprire se la donna abbia nascosto altri particolari sulla vicenda di Sandbrook. Al processo le due avvocatesse continuano a darsi battaglia, mentre fuori dal tribunale si occupano in gran segreto dei loro familiari. Bishop va a trovare in carcere la persona che le aveva telefonato, che scopriamo essere il figlio in attesa del processo d'appello. Jocelyn, dopo aver visitato la madre in casa di riposo, ha un incidente d'auto causato da un suo problema alla vista, che la donna sta tenendo a tutti nascosto. Ellie e Claire escono insieme e l'agente spia di nascosto il telefono di Claire, sul quale sono presenti chiamate di Lee. Successivamente le due donne, ubriache, trascorrono la serata con due uomini incontrati al bar. Lee fa visita ad Hardy, fornendogli alcuni indizi su altri sospettati coinvolti nel caso Sandbrook. Claire confessa a Ellie di esser stata drogata da Lee la notte dell'omicidio, mentre Hardy sembra sempre più convinto che la donna non stia dicendo tutta la verità su quanto accaduto a Sandbrook. Ellie viene quindi chiamata a testimoniare al processo: Bishop la accusa di aver avuto una relazione col collega Hardy e di aver per questo incastrato il marito.
- Ascolti Regno Unito: telespettatori 9.272.000 (ITV: 6.700.000,[5] ITV HD: 1.702.000, ITV+1: 870.000[6])

## Episodio 4
- Titolo originale: Episode 4
- Diretto da: Jessica Hobbs
- Scritto da: Chris Chibnall

### Trama
Con la nascita della piccola Elisabeth, Mark decide di voler passare più tempo con lei ed interrompe i suoi incontri segreti con Tom Miller. Al processo Lucy Stevens va oltre la deposizione rilasciata al tempo delle indagini e dichiara di aver visto suo cognato la notte del delitto mettere un sacco in un bidone, mentre un'ex collega di Joe cita un episodio inedito in cui Miller fu protagonista di uno raptus di violenza. Gli avvocati di Joe, constatata la sua mancanza di autocontrollo, decidono di non farlo testimoniare. Lee affronta Ellie, insinuandole il sospetto che Hardy e Claire siano amanti. Alec porta Ellie a Sandbrook per farle vedere la casa dei Gillespie. I detective incontrano Cate, la quale rivela che il marito Ricky aveva una relazione con Claire e non si trovava con lei la notte in cui le due figlie Lisa e Pippa furono rapite. Lee nel frattempo passa la notte con Claire. Hardy si rivolge all'ex moglie Tess, che nonostante le ultime rivelazioni si rifiuta di riaprire il caso. Alla sera, mentre cena con Tess e la figlia, viene avvicinato da Ricky Gillespie, che gli intima di lasciar perdere la nuova indagine. Ellie riferisce a Hardy del telefono di Claire, sul quale era presente in memoria, oltre a quello del detective, un secondo numero sconosciuto: questo numero appartiene a Ricky, all'interno del cui ufficio è possibile vedere la fotografia di un campo di campanule. Susan Wright intanto testimonia di aver visto Nige scaricare il corpo di Danny sulla spiaggia.
- Ascolti Regno Unito: telespettatori 9.197.000 (ITV: 6.750.000,[5] ITV HD: 1.697.000, ITV+1: 750.000[6])

## Episodio 5
- Titolo originale: Episode 5
- Diretto da: Jonathan Teplitzky
- Scritto da: Chris Chibnall

### Trama
Ellie prova a riconciliarsi col figlio Tom. Ellie e Hardy indagano sui movimenti di Ricky Gillespie: la moglie Cate sospetta infatti che al momento del rapimento della figlia il marito fosse in compagnia di un'altra donna, conosciuta al matrimonio al quale entrambi si erano recati. I due investigatori si confrontano poi con Claire, incalzandola sulle incongruenze e bugie del suo racconto relativo alla notte dell'omicidio. Beth e Mark intanto continuano a discutere sullo stato del loro matrimonio: Beth è determinata ad ottenere giustizia per Danny, mentre Mark sembra voler concentrare tutte le sue energie sulla nuova figlia. Ricky parla con Hardy ed Ellie della notte dell'omicidio, mentre Lee osserva la scena da lontano: Ellie promette di risolvere il caso. Raggiunta la testimone di nozze che secondo Cate avrebbe avuto un rapporto sessuale col marito, questa fornisce però un'altra versione dei fatti. Al processo Susan Wright continua a sostenere di aver visto suo figlio scaricare il cadavere di Danny sulla spiaggia, mentre Bishop, in una pausa dell'udienza, si scaglia contro Jocelyn per essersi rifiutata di difendere suo figlio al tempo dell'arresto. Ellie e Hardy indagano sulla Thorp Agriservices, un'azienda collegata al caso.
- Ascolti Regno Unito: telespettatori 8.912.000 (ITV: 6.430.000,[5] ITV HD: 1.629.000, ITV+1: 853.000[6])

## Episodio 6
- Titolo originale: Episode 6
- Diretto da: Jonathan Teplitzky
- Scritto da: Chris Chibnall

### Trama
Tom Miller testimonia in favore di suo padre, rivelando gli incontri segreti avuti con Mark e accusando l'uomo di avergli confessato la propria colpevolezza. Jocelyn, controinterrogandolo, riesce tuttavia a fargli ammettere di aver mentito per cercare di favorire Joe. Stanco delle sue bugie e della sua volubilità, Alec chiude i rapporti con Claire e manda Ellie a raccogliere le sue reazioni. Mark viene chiamato alla sbarra e ammette la sua scappatella con Becca, riferendo i suoi spostamenti nelle ore successive. Bishop fa ammettere a Mark di essere riuscito ad incontrare Joe in carcere dopo il suo arresto, chiedendo per questo al giudice di invalidare il processo: Sharma, dopo una sospensione, decide che il dibattimento può proseguire. Ellie, dopo la testimonianza, affronta a muso duro suo figlio e gli ordina di tornare a vivere con lei, mentre Hardy si reca in ospedale per farsi applicare un pacemaker. Olly passa la nottata con Abby, che è lesta ad ottenere informazioni su Lucy frugando tra le carte di Olly. Ellie nota una fotografia di Claire nella quale indossava una catenina appartenuta a Pippa: Claire tuttavia, provvede immediatamente a distruggere la fotografia. Una serie di flashback mostrano Lisa Newbery confidare a Claire di odiare la zia, Lee pregare Claire di non andare fino in fondo col loro piano e Claire rubare la catenina dall'auto di Tess. Alec relaziona la ex moglie su quanto scoperto sulla Thorp Agriservices, ma Tess respinge la sua richiesta di inviare all'azienda una squadra scientifica per scoprire se il cadavere di Lisa Newbery sia stato fatto sparire nel forno crematorio.
- Ascolti Regno Unito: telespettatori 9.322.000 (ITV: 6.840.000,[5] ITV HD: 1.976.000, ITV+1: 506.000[6])

## Episodio 7
- Titolo originale: Episode 7
- Diretto da: Mike Barker
- Scritto da: Chris Chibnall

### Trama
Claire abbandona la casa che ha rappresentato il suo rifugio nell'ultimo anno. Ellie racconta a Hardy della foto con il ciondolo: in un incontro con Alec, Claire gli spiega che l'oggetto apparteneva a lei, prima di donarlo alla ragazza. Per spingere Lee contro sua moglie, Hardy gli rivela che Claire era incinta nei giorni del delitto di Sandbrook. Tess scopre che Gary Thorp, un coetaneo innamorato di Lisa, stava da tempo seguendo e perseguitando la ragazza: il ragazzo tuttavia fornisce un alibi per la notte dell'omicidio. Hardy si confronta con Ricky, notando la foto del campo di campanule blu appesa nel suo ufficio. Ellie scopre che il secondo numero memorizzato sul cellulare di Claire appartiene all'ufficio di Ricky Gillespie. Lee aggredisce la moglie e, dopo l'ammissione di aver abortito, decide di lasciarla. Al processo, Sharon richiama alla sbarra Ellie per interrogarla a proposito dell'assegno che durante le indagini aveva staccato a sua sorella Lucy, accusandola di corruzione. Dopodiché i legali tengono le loro arringhe conclusive e la giuria si ritira per deliberare. Ellie e Alec scoprono, con l'aiuto della ex moglie, che il titolare della Thorp Agriservices era l'ex ragazzo di Lisa. Beth dice a Ellie che potrebbe lasciare Mark, mentre Claire rende a Hardy il ciondolo di Lisa. La giuria, dopo una lunga camera di consiglio, ha raggiunto il verdetto.
- Ascolti Regno Unito: telespettatori 9.323.000 (ITV: 6.980.000,[5] ITV HD: 1.807.000, ITV+1: 536.000[6])

## Episodio 8
- Titolo originale: Episode 8
- Diretto da: Mike Barker
- Scritto da: Chris Chibnall

### Trama
Il processo si conclude con l'assoluzione di Joe Miller, gettando nella disperazione tutti quanti. Dopo aver ricevuto da Claire il ciondolo di Peppa, Alec la arresta, mentre a Lee viene detto che la donna si è costituita. Durante l'interrogatorio, Claire accusa il marito di rapimento e stupro, mentre Lee mette a soqquadro l'ex rifugio di Claire. Ellie scopre che Lee aveva sostituito alcune assi del parquet nella casa dei Gillespie, probabilmente per coprire l'omicidio della ragazza, mentre Claire svela finalmente cosa accadde a Sandbrook. Un flashback mostra i fatti della notte dell'omicidio: Lee stava consumando un rapporto sessuale con Lisa quando viene scoperto da Ricky, tornato a casa da solo dal matrimonio. L'uomo uccide per sbaglio la nipote in un attacco d'ira, mentre Pippa assiste alla scena dalle scale. Ricky esce di casa per andare a nascondere il corpo di Lisa. Claire, raggiunto il marito nella casa, seda Pippa facendole bere la fiaschetta di Ricky contenente alcool misto a Roipnol. Dopodiché, capito il tradimento del marito, lo manipola convincendolo a soffocare Pippa e a seppellirla nel bosco. Claire poi, fingendo di non sapere del Roipnol, dice sconvolta a Ricky che Pippa ha avuto una reazione allergica a quanto contenuto nella fiaschetta. A questo punto l'uomo confessa la presenza dell'allucinogeno nella bevanda. Claire dice a Ricky che manterrà il suo segreto e di aver seppellito la sua fiaschetta nel bosco, in un posto sicuro: l'uomo capisce di essere di fatto sotto ricatto dalla donna, e se ne va disgustato. Joe è ora libero, ma ha tutta la comunità contro: l'uomo chiede aiuto al reverendo Coates, il quale, consapevole anche lui della sua colpevolezza, ne organizza l'esilio: Joe così viene rapito da Mark e Nige e portato alla casa sulla scogliera, dove lo aspettano tutti gli abitanti di Broadchurch. Qui Ellie gli intima di sparire, promettendogli di ucciderlo se mai dovesse tornare. Ricky viene arrestato, e confessa di aver sepolto il corpo di Lisa nel cimitero dove lavorava Lee. Risolto finalmente anche questo caso, Alec si appresta ad andarsene a sua volta da Broadchurch.
- Ascolti Regno Unito: telespettatori 10.169.000 (ITV: 7.660.000,[5] ITV HD: 2.128.000, ITV+1: 381.000[6])